# Molen Ter Rijst
Molen Ter Rijst is een windmolen in de Oost-Vlaamse gemeente Herzele. Het is een van de drie nog werkende windmolens in Herzele.

## De bouw van de molen en het molenhuis
De Molen Ter Rijst is een windmolen in de Oost-Vlaamse gemeente Herzele. Hij is een van de drie nog werkende windmolens in Herzele. Op het einde der 18e eeuw, tijdens de Franse tijd, werden in Vlaanderen veel eigendommen en kloostergoederen aangeslagen of verbeurdverklaard en openbaar verkocht. Dit was ook het geval met de houten windmolen nabij de kerk van Sint-Antelinks. De toenmalige molenaar, Bernard Van Daelem weigerde of durfde de molen niet te kopen, want wie, volgens de volksmond, in die tijd aangeslagen klooster- of kerkgoederen kocht, was verdoemd. Dus ging hij op zoek naar een geschikte plek om een nieuwe molen te bouwen. Het is zo dat hij op de Rijstkouter te Herzele belandde en de “Ter Rijst” molen ontstond.
Aan de opbouw van de molen werd begonnen rond 1794. Hij is pas 4 jaar later in werking getreden. Het molenhuis dagtekent van 1804. In dit ondertussen meer dan 200 jaar oude molenhuis werd nooit een kind geboren. Om die reden heeft de molen een onvruchtbare muilezel als windwijzer. De totale kostprijs van grond, molen, woonhuis en aanpalende gebouwen werd in die tijd op 80.000 goudfrank geschat.
Bernard Van Daelem heeft de molen, bij gebrek aan geld, niet kunnen voltooien. Was hij niet verdoemd in Sint-Antelinks, hij was het nu in Herzele. Dat was hetgeen de in de omtrek wonende molenaars in die tijd vertelden. De onvoltooide molen werd verkocht.
Toch werd Van Daelem de eerste molenaar op de nieuwe molen. Van Daelem zou gezegd hebben: “Ge hebt de molen gekocht, en ik denk wel dat ge mij hebt meegekocht”.

De onafgewerkte molen werd in 1797 aangekocht door Armand De Graeve uit Haaltert, een molenaarszoon uit de Topmolen te Haaltert. Dit was een molenaarsfamilie: de vier zonen waren molenaars. Één ervan bleef op de Topmolen wonen, de tweede bezat een houten windmolen aan de Hoogstraat te Haaltert, een derde bezat de “Ter Rijst” molen te Herzele en de vierde zoon was eigenaar van de watermolen te Mere.

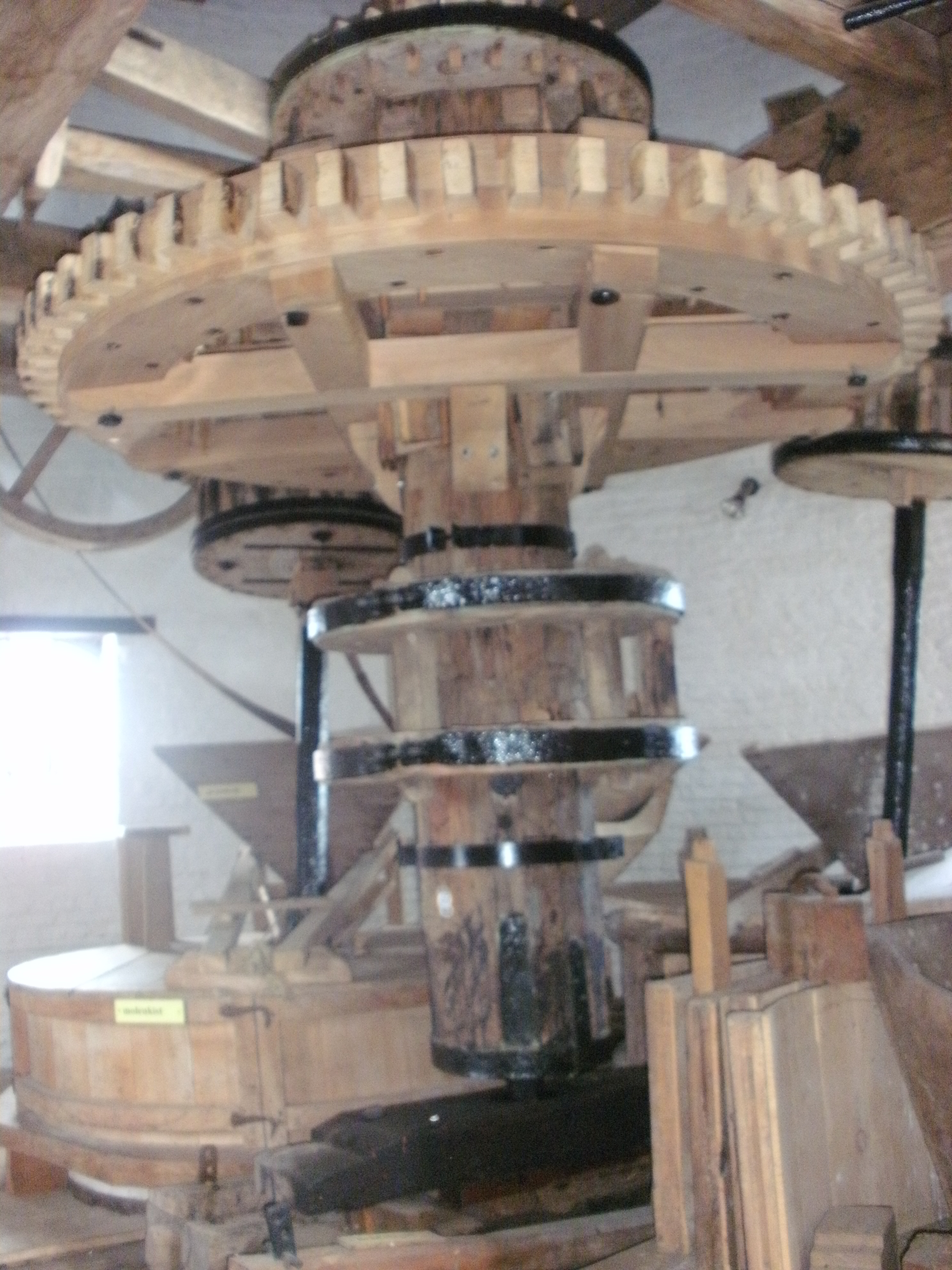
Molenas en steenkist
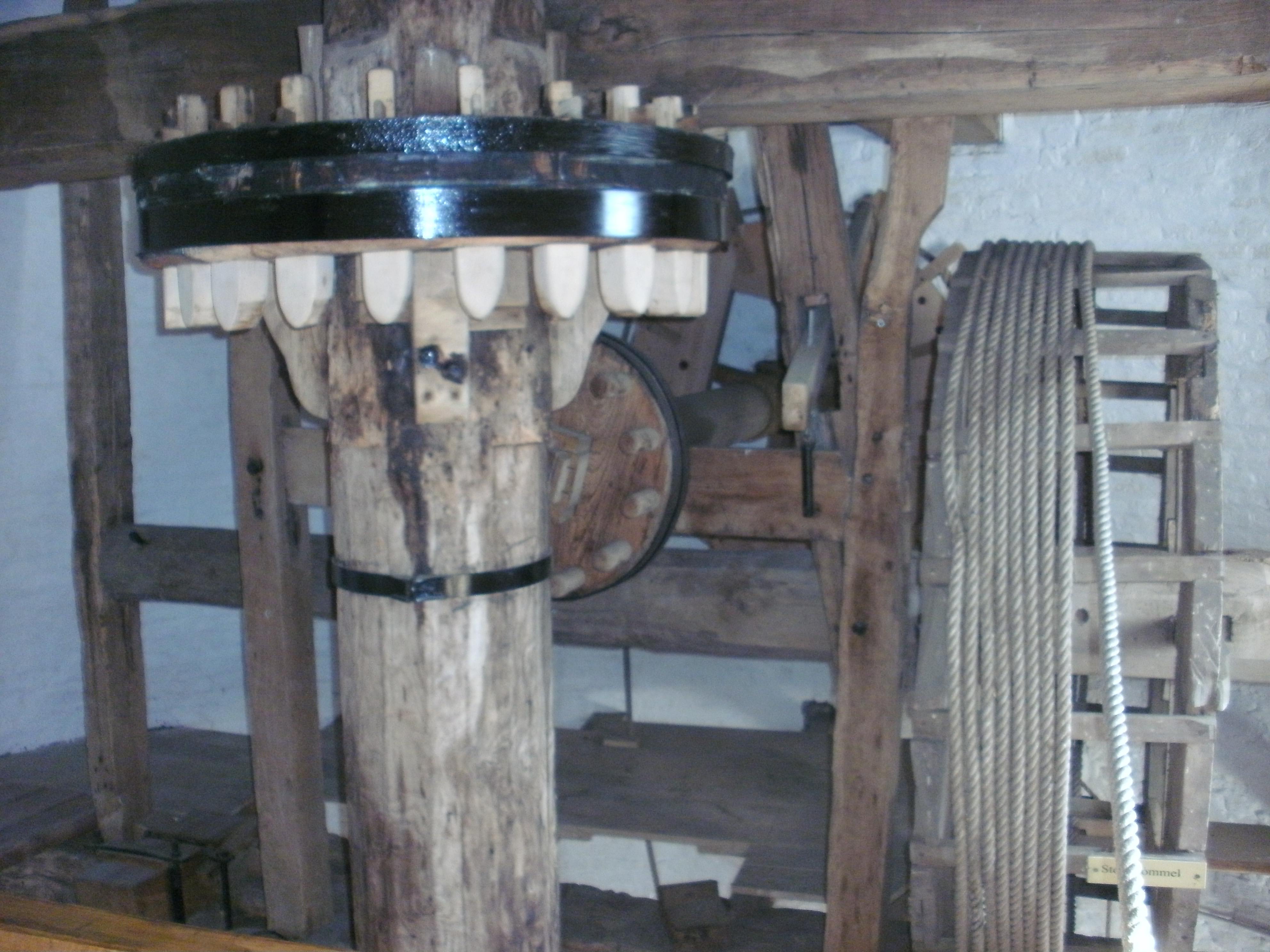
Molenas op de zolder van de molen
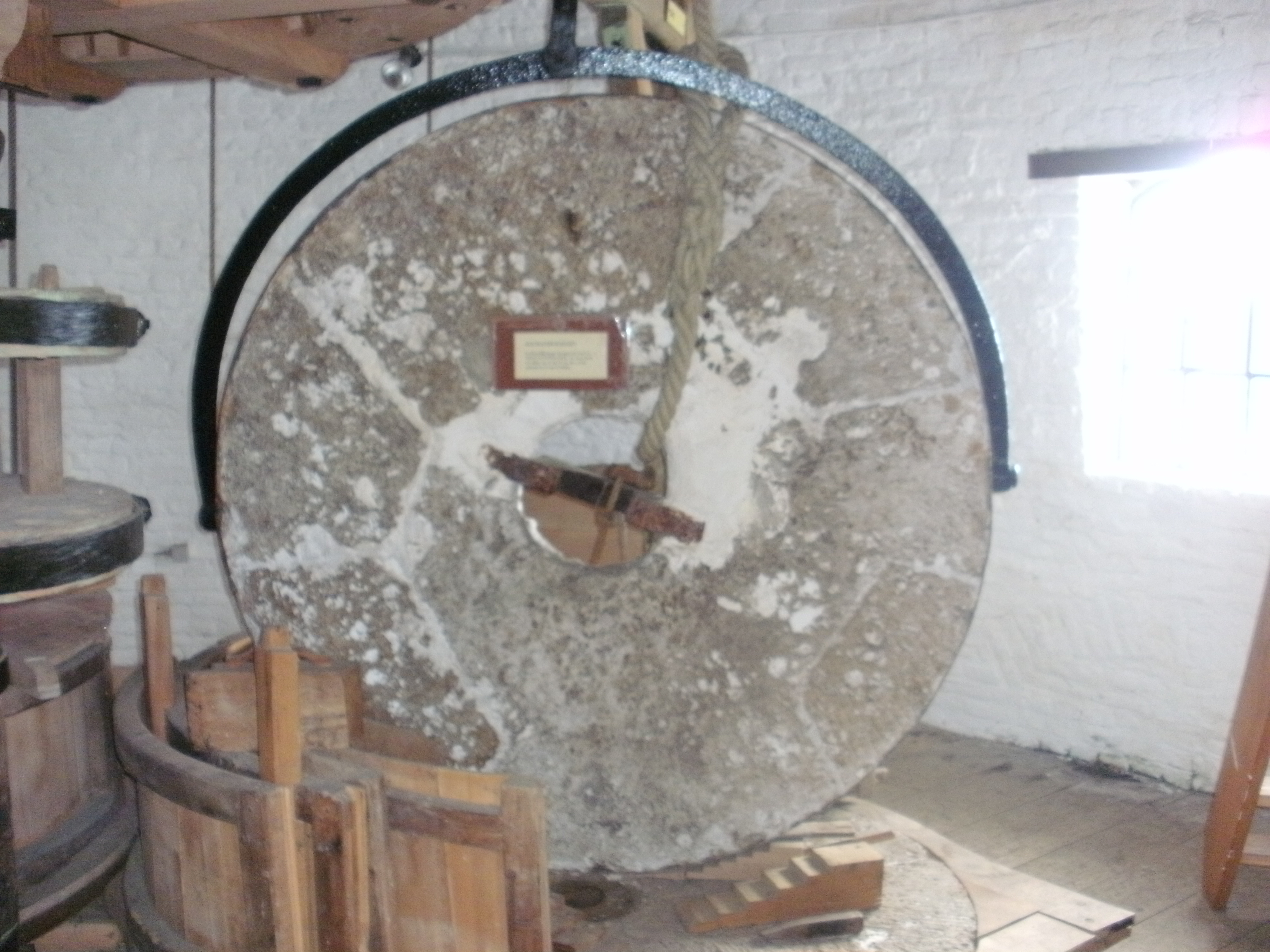
Oude molensteen

## De molenaarsfamilie
In 1798 was aldus Armand De Graeve uit Haaltert, de eerste eigenaar van de – intussen in werking getreden – Molen Ter Rijst. In 1850 werd de molen overgeërfd door zijn petekind Armand De Graeve, nog een nakomeling uit de Topmolen te Haaltert, broeders’ zoon die zich er kwam vestigen met zijn twee zonen. Charles-Louis en Emiel en drie dochters: Clemence, Natalie en Hermind. Deze laatste huwde in 1871 met Jean Baptiste De Pril uit Grotenberge. Hij vestigde zich als koster te Sint-Lievens-Houtem. Na het vroegtijdig overlijden van beiden kwamen hun zeven kinderen inwonen bij nonkels en tantes die in Herzele woonden en ongehuwd waren gebleven. Daaronder was de toekomstige eigenaar Nemorin De Pril en de vader van de latere eigenaar Cyriel De Pril. In 1909, na het overlijden van de laatste van de stam de Graeve werd de molen overgelaten aan Nemorin De Pril, kleinzoon van Armand De Graeve. Nemorin De Pril was gehuwd Met Marie Van Der Zwalmen, deze lieten geen afstammelingen na. Daar zijn oudere broer Cyriel, woonachtig in Haaltert en gehuwd met Emma Van Den Steen vroegtijdig kwam te overlijden, werden zijn twee zonen, Joseph en Jules opgevoed en grootgebracht bij Nemorin De Pril. Het is bij het overlijden van laatstgenoemde in 1958 dat volgens zijn laatste wilsbeschikking de molen eigendom werd van zijn petekind Joseph De Pril.
Hij is het die de laatste 10 jaar heeft gemalen op deze molen en was dus de laatste molenaar op de “Ter Rijst” molen. 
De Molen Ter Rijst is een maalvaardige bovenkruier. De binnendiameter van de bakstenen kuip bedraagt onderaan 8,40 meter. Helemaal bovenaan is dit nog 4,80 meter. De kuip, waarvan de muren onderaan een kleine meter dik zijn, heeft een hoogte van 10,60 meter. De totale hoogte van de molen bedraagt 14 meter. De roeden hebben een lengte van 24 meter. Op de meelzolder bevinden zich drie steenkoppels. Hiervan is de Engelse steen, die een diameter heeft van 1,70 meter, opnieuw maalvaardig gemaakt.
Naast het malen van graan kende de molen nog andere functies. Zo was er tot rond 1900 een olieslagerij op de gelijkvloerse verdieping. Pletstenen en een olieslagbank zorgden voor de vervaardiging van raapolie. Die werd gebruikt voor de verlichting van huizen.

## VZW “Vrienden Molen Ter Rijst, Herzele”
Sinds 1975 is de Molen Ter Rijst, die in 1974 als monument geklasseerd werd, eigendom van de VZW “Molen Ter Rijst Vrienden”. Deze vereniging werd gesticht in 1973 met als doel de sterk in verval geraakte molen van de ondergang te redden en opnieuw maalvaardig te maken. 
In 2019 werd de Molen Ter Rijst overgedragen aan het lokaal bestuur van gemeente Herzele, waarna de vzw werd ontbonden. Meer info: www.molensherzele.be

## Restauratie
In oktober 1978 startten de eerste restauratiewerken. De kosten werden hoofdzakelijk gedragen door de staat, de provincie en de gemeente. Deze restauratie werd echter geen succes: het oorspronkelijke doel – het maalvaardig maken van de molen – werd niet bereikt. De gerechtelijke procedure die hierop volgde, werd door de VZW na tien jaar stopgezet; ze had zeer veel geld gekost en helemaal niets opgeleverd.
Om het verval van de molen een definitief halt toe te roepen dienden een aantal dringende werkzaamheden uitgevoerd te worden. In het kader van een nieuw beleid van de Vlaamse Regering inzake monumentenzorg, kon de VZW in 1993 opnieuw subsidies bekomen. De tweede restauratie werd wel degelijk een succes. Sinds september 1993 is de Molen Ter Rijst opnieuw maalvaardig en heeft 3 koppel maalstenen. In 2025 raakte bekend dat de molen verder gerestaureerd wordt (dak, gevel, kruimechanisme)

## Korte geschiedenis
De molen “Ter Rijst” heeft mogelijk niet zoveel geschiedenis, toch zijn er enkele merkwaardigheden aan toe te voegen: Sinds zijn bestaan ging de molen nooit over van vader op zoon; geen enkele eigenaar is geboren in Herzele; in het 200 jaar oude molenhuis is nooit een kind geboren. Mogelijk heeft de vloek de molen “Ter Rijst” nooit losgelaten.